# Tuxtla Chico
Tuxtla Chico là một đô thị thuộc bang Chiapas, México. Năm 2005, dân số của đô thị này là 34101 người.